# Jeryn Hogarth
Jeryn Hogarth es un personaje secundario de ficción que aparece en los cómics estadounidenses publicados por Marvel Comics. Es amigo del padre de Iron Fist, Wendell, y un abogado de Heroes for Hire, un equipo de héroes del que Iron Fist es miembro.
Carrie-Anne Moss interpretó una versión femenina del personaje, llamada Jeri Hogarth, en las series de Marvel Netflix Jessica Jones, Daredevil, Iron Fist y The Defenders.

## Historial de publicaciones
Jeri Hogarth apareció por primera vez en Iron Fist # 6 (agosto de 1976) y fue creado por el escritor Chris Claremont y el artista John Byrne.

## Biografía del personaje ficticio
Después de la muerte de Wendell Rand, se convirtió en el ejecutor de su finca. Él mantuvo al hijo de Wendell, Daniel, bajo vigilancia después de su regreso a Estados Unidos, contrató a Misty Knight y Colleen Wing para que le contacten y comprobar que él era realmente el hijo de su amigo.
Inicialmente, Héroes de Alquiler, Inc. era una pequeña empresa autorizada por el estado de Nueva York, que ofrecía una línea completa de servicios de investigación y protección profesional. Héroes de Alquiler fue propiedad de Luke Cage y Daniel Rand. Tenía oficinas en Park Avenue y dos empleados pagados: Jenny Royce, la secretaria del grupo, y Jeryn Hogarth, el abogado del grupo y representante empresarial. Los Héroes de Alquiler no aceptarían trabajos que involucrasen actividades extralegales.
Jeryn le pidió a Luke Cage y Puño de Hierro que escolten a su hija Millie Hogarth a un baile de debutantes para impresionar a su exesposa. Pero Sombra Nocturna, Stiletto, Discus, Marko el Hombre Montaña, y la Anguila vienen a secuestrarla.
Durante la Guerra Civil, se opone a la Ley de Registro Sobrehumano, detuvo a Iron Man de arrestar a Puño de Hierro, afirmando que él ya es un arma registrada en los EE. UU.

## En otros medios

### Televisión
- Una versión de Jeri Hogarth con cambio de género aparece en la serie de Netflix ambientada en Marvel Cinematic Universe, interpretada por Carrie-Anne Moss[1] Es el primer personaje abiertamente lesbiana del UCM.[2][3] Si bien es un personaje secundario o secundario en Daredevil, Iron Fist y The Defenders, sirve como antagonista principal en cada temporada de Jessica Jones.
  - Jeri es una serie regular en Jessica Jones. En la temporada 1, ella es un cliente recurrente de Jessica Jones. Su relación con Jessica lleva a Jeri a involucrarse con Kilgrave cuando Jessica la presiona para que defienda a Hope Schlottman, una estudiante universitaria que Kilgrave le ordenó que matara a sus padres.[4] En el momento de estos eventos, Jeri está pasando por un amargo divorcio con su esposa, la doctora local Wendy, mientras tiene un romance con su propia secretaria Pam.[5][6] Jeri contrata a Jessica para desenterrar a Wendy, quien a su vez intenta chantajear a Jeri con evidencia de violaciones éticas pasadas.[7] Cuando Jessica no puede entregar a tiempo debido a la preocupación por la caza de Kilgrave, Jeri intenta que Kilgrave obligue a Wendy a firmar los documentos de divorcio. En cambio, Kilgrave cruza doblemente a Jeri y le ordena a Wendy darle a Jeri una muerte literal por mil cortes. Pam interviene, accidentalmente mata a Wendy y procede a romper con Jeri a causa de su uso de Kilgrave.[8] Después de que Jessica mata a Kilgrave, Jeri la representa mientras la policía la interroga y la convence de que la deje ir.[9]
  - Jeri aparece en la temporada 2 de Daredevil. Al principio de la temporada, se menciona que Jeri contrató a la novia de Foggy Nelson, Marci Stahl, después de la mayor parte de Landman y Zack fue detenido por complicidad de Wilson Fisk. En el final, "un día frío en la cocina del infierno," Jeri se acerca a Foggy y le ofrece un trabajo en Hogarth, Chao y Benowitz, habiendo sido muy impresionado por la defensa legal de Foggy en Frank Castle. Matt Murdock convence a Foggy de aceptar la oferta de Hogarth como una manera de seguir adelante.[10]
  - Jeri aparece en la primera temporada de Iron Fist. Se revela que se hizo una pasante en el departamento jurídico de Rand Enterprises, donde tenía una desconfianza por Harold Meachum. Después que los padres de Danny murieron en un accidente aéreo, Jeri se hizo cargo de las tumbas de la familia Rand y el cuidado de sus raíces.[11] Cuando Danny primero regresa a la ciudad de Nueva York, busca a Jeri. Jeri se ofrece a ayudar a demostrar su identidad y toma su caso pro bono por respeto a su padre con la condición de que él puso su firma legal de retención permanente con Rand empresas si tienen éxito en la disputa con Ward y Joy Meachum. En el episodio "Ocho Diagramas de Dragón de Ramos", Jeri está presente cuando Ward Meachum por orden de Harold anuncia que Danny Rand está vivo. Más tarde se organiza para el papeleo que se enviará a Danny para que firme.[12] Después de que Harold enmarca a Danny por tráfico de drogas de La Mano, Ward, llega a Jeri para ayudar el nombre claro de Danny. Ella se sorprendió al ver a Harold vivo, haciendo girar una terapia génica de historia falsa y croygenics. Cuando se acercó por Claire Temple, Jeri le dice a Danny acerca de los costos de la DEA en Danny y Colleen Wing, donde se sugiere que demuestren su inocencia. Tras la muerte de Harold, Jeri está presente con Danny y Ward cuando tienen el cuerpo de Harold incinerado por lo que no puede ser devuelto a la vida.[13]
  - Hogarth una aparición única en Los Defensores.[14][15] En el episodio "La media de gancho derecho", Jeri sigue la pista de Jessica y su insta a tener precaución después de un caso de personas desaparecidas de ella descubre un caché almacenado de explosivos, causando una mayor atención de la policía. Aún sin confiar en Jessica, Jeri se encarga de guardar a Foggy con un ojo en Jessica, sin saber que Foggy luego procede a pasar esta tarea a Matt.[16]
  - En la segunda temporada de Jessica Jones, Jeri descubre que ha sido diagnosticada con esclerosis lateral amiotrófica y tiene hasta ocho años de vida.[17] Sus socios, Linda Chao y Steven Benowitz, intentan invocar una cláusula médica en su contrato para expulsarla de la empresa. En medio de lidiar con el conflicto entre Jessica y el investigador privado rival Pryce Cheng, Jeri contrata a Jessica para encontrar tierra en Chao y Benowitz.[18] Debido a que Jessica está ocupada investigando IGH con Trish, Malcolm es el encargado de manejar el caso de Jeri.[19] Más tarde, Jeri enfrenta y seduce a Inez Green, una enfermera IGH sin hogar encontrada por Jessica y Trish, y la protege. Sin embargo, Inez es una estafadora, y engaña a Jeri para que salga de la cárcel con su novio Shane, alegando que era un paciente de IGH que podía curar a las personas mediante el tacto.[20] Enfurecida por el engaño, Jeri adquiere un arma de Turk Barrett y manipula a Inez para asesinar a Shane.[21] Sin nada que perder, Jeri puede chantajear a Chao y Benowitz para que le den una compra mayor al reproducir una grabación de cámara oculta de una reunión de almuerzo que Malcolm tuvo con Chao en la que Chao admite haber lavado dinero de drogas en cuentas bancarias en el exterior. Con eso, Jeri abandona HC & B y abre su propia firma bajo el nombre de Jeryn Hogarth & Associates, llevando a Foggy y Marci junto con ella, con Malcolm y Cheng como sus investigadores de tiempo completo.[22]
  - En la tercera temporada de Jessica Jones, Jeri nuevamente evita la prisión a pesar de su papel en el asesinato de Shane, pero su ELA empeora hasta el punto de que brevemente se vuelve suicida y le pide a Jessica que la mate, pero ella cambia de opinión. Cuando Trish Walker comienza a actuar como la vigilante enmascarada Hellcat y apunta al asesino en serie Gregory Sallinger, Jeri ofrece una recompensa por la cabeza de Trish, ya que Sallinger es uno de sus clientes. Se vuelve a conectar con un viejo amor, Kith Lyonne, a quien engañó con Wendy pero nunca dejó de amar y que ahora está casada con Peter Lyonne. Jeri seduce a Kith para que tenga una aventura, pero Kith revela que ella y Peter están en un matrimonio abierto desde la muerte de su hija y que Peter también está teniendo aventuras. Cuando Kith se niega a dejar a Peter, Jeri toma represalias descubriendo evidencia de las actividades fraudulentas de Peter y liberándolas, lo que hace que Peter se suicide mientras revela en un video que Jeri está involucrada con personas con superpoderes. Kith inicialmente culpa a Jeri por destrozar a su familia por razones egoístas, pero pronto recurre a ella en busca de asesoramiento legal cuando uno de sus antiguos socios comerciales amenaza con enviar a Kith a prisión por el fraude de Peter. Desesperada, Jeri le pide a Trish que busque influencia sobre la pareja, prometiendo no revelar su identidad en el proceso. Trish, sin embargo, cree que Jeri le pidió que matara a su compañero, y se vuelve contra Jeri en su lugar, manteniendo a Kith como rehén. Jessica interviene en la confrontación que sigue, pero Jeri le ruega a Trish que libere a Kith, prometiendo sacarla del país mientras dispara a Jessica en la pierna. Después de que Jessica rastrea y derrota a Trish, Jeri intenta reconciliarse con Kith, pero sus síntomas de ELA se muestran aún más hasta el punto de que sus manos comienzan a temblar, lo que obliga a Jeri a confesar que se está muriendo. Posteriormente, Kith descubre que Jeri solo saboteó su matrimonio con Peter, arruinó a su familia y la sedujo solo para que tuviera compañía durante sus últimos años, independientemente del impacto que tendría en Kith. Finalmente, al darse cuenta de lo egoísta y malvada que es Jeri, Kith la abandona para morir sola.